# Kilopond
Kilopond (znak: kp) je mjerna jedinica za silu, a također uz metar i sekundu jedna od osnovnih jedinica u starom tehničkom sustavu jedinica (MKpS). Definirana je kao težina tijela mase jedan kilogram pri gravitacijskom ubrzanju od 9,80665 m/s2. Decimalni predmetci koriste se uz tisuću puta manju jedinicu pond (znak: p).

Odnosi prema drugim jedinicama za silu navedeni su u tablici:
|                                                                                                | njutn        | din          | kilopond         | funta sile        | poundal           |
| ---------------------------------------------------------------------------------------------- | ------------ | ------------ | ---------------- | ----------------- | ----------------- |
| 1 N                                                                                            | ≡ 1 kg·m·s−2 | = 105 dyn    | ≈ 0,10197 kp     | ≈ 0,22481 lbf     | ≈ 7,2330 pdl      |
| 1 dyn                                                                                          | = 10−5 N     | ≡ 1 g·cm·s−2 | ≈ 1,0197·10−6 kp | ≈ 2,2481·10−6 lbf | ≈ 7,2330·10−5 pdl |
| 1 kp                                                                                           | = 9,80665 N  | = 980665 dyn | ≡ gn·(1 kg)      | ≈ 2,2046 lbf      | ≈ 70,932 pdl      |
| 1 lbf                                                                                          | ≈ 4,448222 N | ≈ 444822 dyn | ≈ 0,45359 kp     | ≡ gn·(1 lb)       | ≈ 32,174 pdl      |
| 1 pdl                                                                                          | ≈ 0,138255 N | ≈ 13825 dyn  | ≈ 0,014098 kp    | ≈ 0,031081 lbf    | ≡ 1 lb·ft/s²      |
| U tablici je korištena vrijednost za gn koja je prihvaćena pri službenoj definiciji kiloponda. |              |              |                  |                   |                   |